# 제임스 톰슨

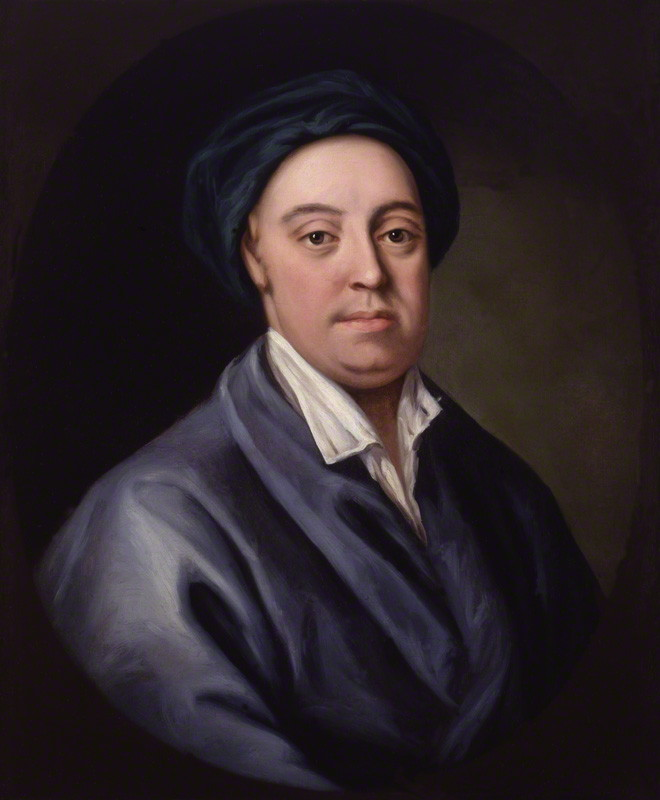

제임스 톰슨(James Thomson, 1700년 9월 11일 ~ 1748년 8월 27일)은 영국의 시인이자 극작가이다.
1715년 가을 에든버러 대학교에 진학하였다. 에든버러 대학교에서 형이상학, 논리학, 그리스어, 라틴어, 자연철학을 배웠다.